# فرودگاه اکوبو
فرودگاه اکوبو (به انگلیسی: Akobo Airport) یک فرودگاه همگانی و غیرنظامی است که یک باند فرود سنگفرش دارد. این فرودگاه در شهر اکوبو کشور سودان جنوبی قرار دارد و در ارتفاع ۵۰۰ متری از سطح دریا واقع شده‌است.